# الحركة الإسلامية المسلحة
الحركة الإسلامية المسلحة (MIA) هي منظمة إسلامية جزائرية مسلحة قاتلت القوات الحكومية لأول مرة في الثمانينيات ومرة أخرى في التسعينيات.

## الفترة الأولى
قائدها هو مصطفى بويعلي.

## الفترة الثانية
رئيسها التنفيذي هو عبد القادر الشبوطي. أصبحت الحركة نشطة في أوائل عام 1992، بعد توقف الانتخابات التشريعية الجزائرية 1991.